# روزنامه‌نگاری گونزو
روزنامه‌نگاری گونزو نوعی سبک روزنامه‌نگاری است که در آن اخبار، تحقیقات، تحلیل‌ها و سایر مطالب بدون عینیت و بی‌طرفی، همراه با بیان آزادانه‌ی احساسات، تفکرات و نظرات روزنامه‌نگار ارائه می‌شوند. در این سبک مطالب بیشتر به صورت داستانی و با راوی اول شخص مفرد ارائه می‌گردد. این سبک از روزنامه‌نگاری از سال ۱۹۷۰ آغاز شد.